# Vazeilles-près-Saugues
Vazeilles-près-Saugues ist eine ehemalige Gemeinde und heutige Commune déléguée im französischen Département Haute-Loire in der Verwaltungsregion Auvergne-Rhône-Alpes. Die Ortschaft wurde mit Wirkung vom 1. Januar 2016 mit Esplantas zur Commune nouvelle Esplantas-Vazeilles zusammengeschlossen.
Nachbarorte von Vazeilles-près-Saugues sind Saugues im Norden, Saint-Préjet-d’Allier im Nordosten, Croisances im Südosten, Thoras im Südwesten und Esplantas im Westen.

## Bevölkerungsentwicklung

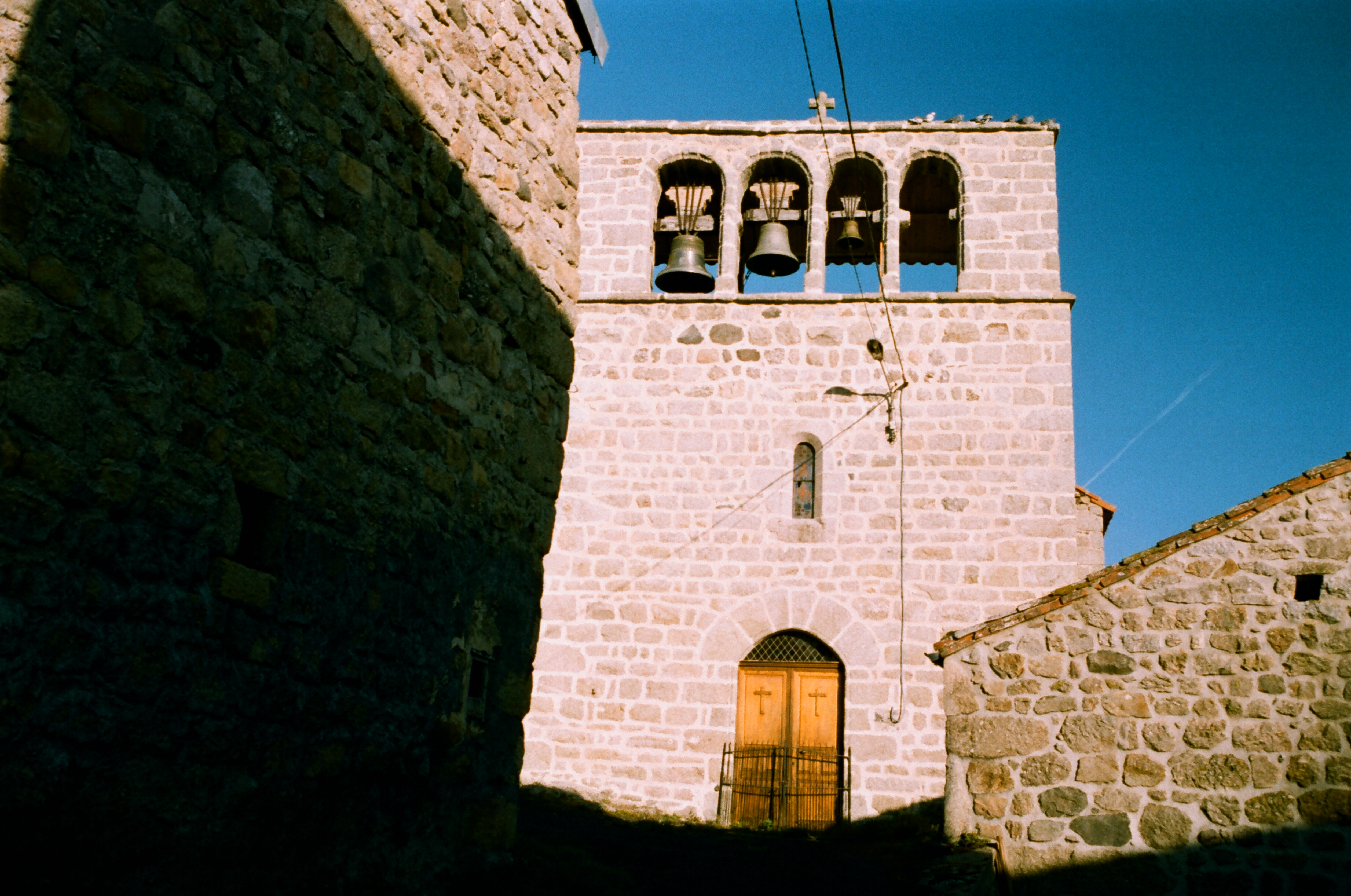
Himmelfahrts-Kirche (Église de l’Assomption)

| Jahr      | 1962 | 1968 | 1975 | 1982 | 1990 | 1999 | 2008 | 2015 |
| --------- | ---- | ---- | ---- | ---- | ---- | ---- | ---- | ---- |
| Einwohner | 108  | 100  | 73   | 68   | 52   | 44   | 43   | 36   |